# Daniel Innis
Daniel E. Innis (sinh ngày 7 tháng 4 năm 1963) là một học giả và chính khách người Mỹ. Ông từng là Thượng nghị sĩ bang đảng Cộng hòa, đại diện cho Quận 24 tại Thượng viện New Hampshire từ năm 2016-2018.  Ông cũng là giáo sư tiếp thị và quản lý khách sạn tại Đại học New Hampshire. Ông từng là Hiệu trưởng của Đại học Kinh doanh và Kinh tế Peter T. Paul tại Đại học New Hampshire từ năm 2007 đến 2013, giám sát các phát triển lớn tại trường.

## Giáo dục
Trước nhiệm kỳ của mình tại Đại học New Hampshire, Innis từng là hiệu trưởng của Trường Cao đẳng Kinh doanh, Chính sách Công cộng và Sức khỏe tại Đại học Maine ở Orono. Ông cũng phục vụ Đại học Ohio với tư cách là Phó Trưởng khoa của Đại học Kinh doanh, Chủ tịch của Bộ phận Tiếp thị, và là giáo sư tại Phòng Tiếp thị.

## Đời tư
Ông có ba đứa con; Emily, Nicholas và Benjamin, tất cả đều là sinh viên hoặc cựu sinh viên UNH.